# Jaszczerzycki Potok
Jaszczerzycki Potok, błędnie Jaszczerzyca (słow. Jašterica, niem. Leitbach, Leitenbach, węg. Lejtő-patak) – potok płynący Doliną Huncowską w słowackich Tatrach Wysokich. Źródło potoku znajduje się pośród zwartej kosodrzewiny, na wysokości ok. 1520 m n.p.m., na wschód od Łomnickiego Stawu. Na wysokości ok. 1100 m n.p.m. wpada do Huncowskiego Potoku jako jego prawy dopływ.
Nazwa potoku pochodzi od południowo-wschodniego zbocza Huncowskiego Szczytu zwanego Jaszczerzycą. Niekiedy sam potok zwany jest Jaszczerzycą.

## Szlaki turystyczne
– niebieski szlak zwany Łomnicką Pętlą, dwukrotnie przebiegający przez dolną część doliny. Znakowana trasa została poprowadzona od stacji Start kolei linowej na Łomnicę i biegnie przez rozdroże na Rakuskiej Polanie (Vyšná Folvarská poľana) i Niżnią Rakuską Przełęcz (Sedlo pod Malou Svišťovkou) nad Łomnicki Staw.
- Czas przejścia od stacji Start na Rakuską Polanę: 1:30 h, ↓ 1 h
- Czas przejścia z polany nad Łomnicki Staw: 1:30 h, ↓ 1 h